# Cierva C.30

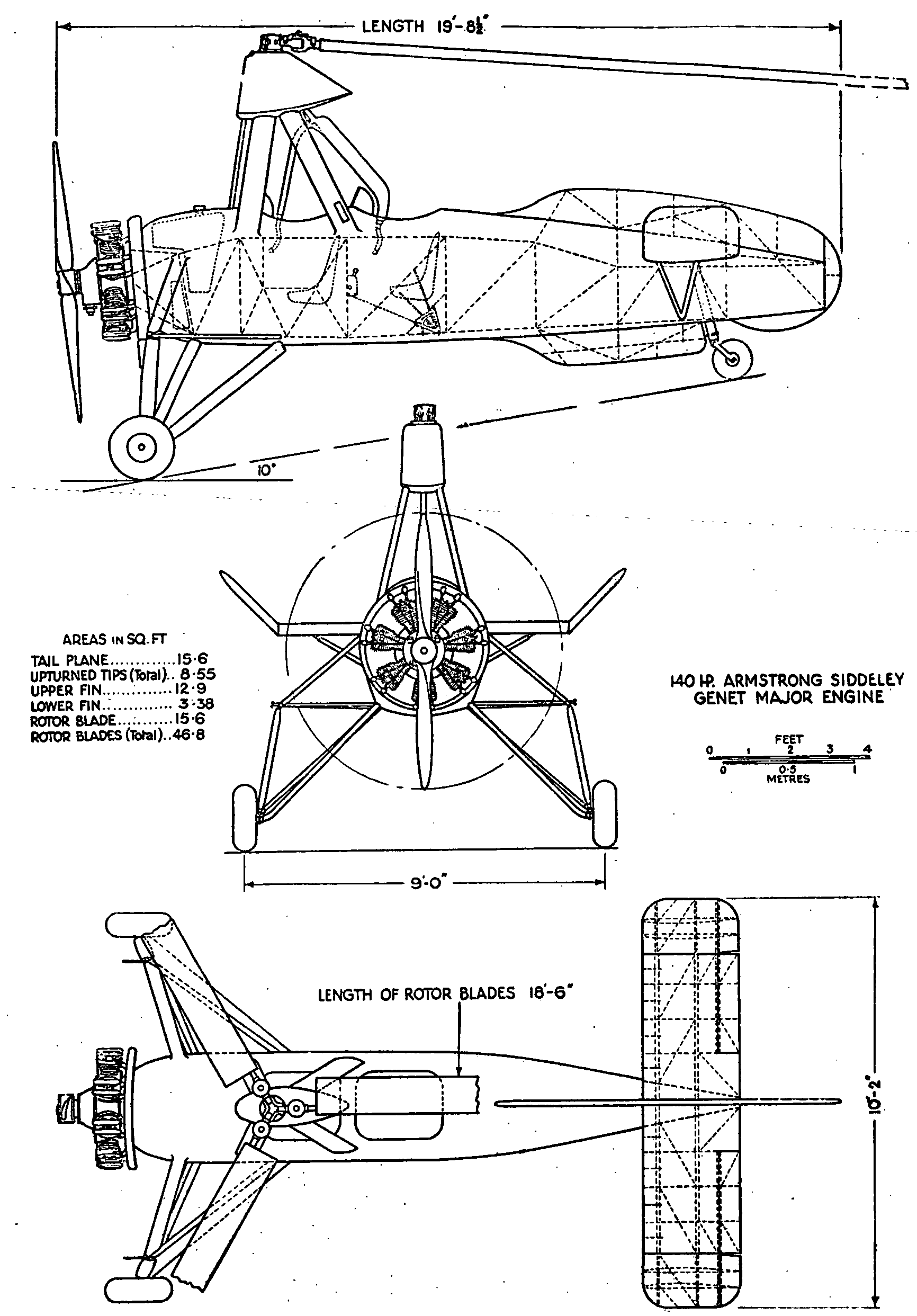
Ritning

Cierva C.30 är en modell av autogiro, som konstruerades av Cierva Autogiro Company i Storbritannien och tillverkades i 143 exemplar på licens från 1934 av A V Roe & Co Ltd (Avro) i Manchester i Storbritannien, Lioré-et-Olivier i Frankrike och Focke-Wulf i Tyskland.
Cierva C.30 flögs första gången 1933. Den tillverkades av Avro i 78 exemplar som "Avro Type 671 Rota", av Lioré-et-Olivier i 25 exemplar som "Lioré et Olivier LeO C-30" med en 175 hk Salmson 9NE niocylindrig radialmotor och av Focke-Wulf i 40 exemplar 1934–1936 som "Focke-Wulf Fw 30 Heuschrecke" med en 140 hk Siemens Sh 14A sjucylindrig radialmotor.
Autogiron hade plats för en passagerare, som satt framför piloten. Den var en vidareutveckling av tidigare modeller, framför allt Cierva C.19, som flögs första gången 1929. Cierva C.30 var den mest framgångsrika av Juan de la Ciervas konstruktioner och användes också militärt, bland annat i två exemplar som obeväpnade artilleri- och spaningsflygplan 1936–1938 av Hærens Flyvertropper i Danmark Under andra världskriget använde Royal Air Force ett antal Cierva C.30 inom No. 529 Squadron RAF för kalibrering av flygvapnets radarstationer,
Kvarvarande exemplar finns på museer, bland andra i Tekniska museet i Stockholm (SE-AEA), Aviodrome i Lelystad i Nederländerna (tidigare SE-AFI), Museo della Scienza e della Tecnologia "Leonardo da Vinci" i Milano i Italien samt Imperial War Museum London, Science Museum och Royal Air Force Museum London (tidigare SE-AZB) i Storbritannien.

## Cierva C.30 i Sverige
Ett exemplar, SE-AEA, importerades till Sverige 1934 av bröderna Theodor och Henrik Wright Diedens nybildade AB Autogiro Agenturen, med bas på ett eget flygfält på Karlslunds herrgård utanför Örebro. Pilot på detta, och på den ungefär samtidigt inköpta första maskinen av modell Cierva C.19, med registreringsnummer SE-ADU, var Rolf von Bahr. von Bahr övertog rörelsen i AB Autogiro, inklusive flygplanen, och hade till dess verksamheten trappades ned efter andra världskriget haft en Cierva C.19 och fem flygvärdiga Cierva C.30, varav två totalhavererade (ev Cierva C.19 och en Cierva C.30) över Öresund på minspaningsflygningar för den svenska marinen.
von Bahrs autogiror användes bland annat för rundflygningar med turister, bland annat regelbundet vintertid från Storlien. Under åren 1939-1945 utförde von Bahr dagliga spaningsflygningar efter minor utefter kusten mellan Smygehuk och Hallands Väderö för Öresunds marindistrikt inom den svenska marinen. Rolf von Bahrs företag, från 1945 med namnet AB Helikopterflyg, växlade under andra hälften av 1940-talet från autogiro till helikopter. Kvarvarande autogiror förvarades i förråd under några år. Efter andra världskriget donerade han SE-AEA till Tekniska museet i Stockholm och sålde sina därefter kvarvarande tre autogiror till Örebro bil- och flygklubb på Gustavsviksfältet i Örebro.

## Bildgalleri

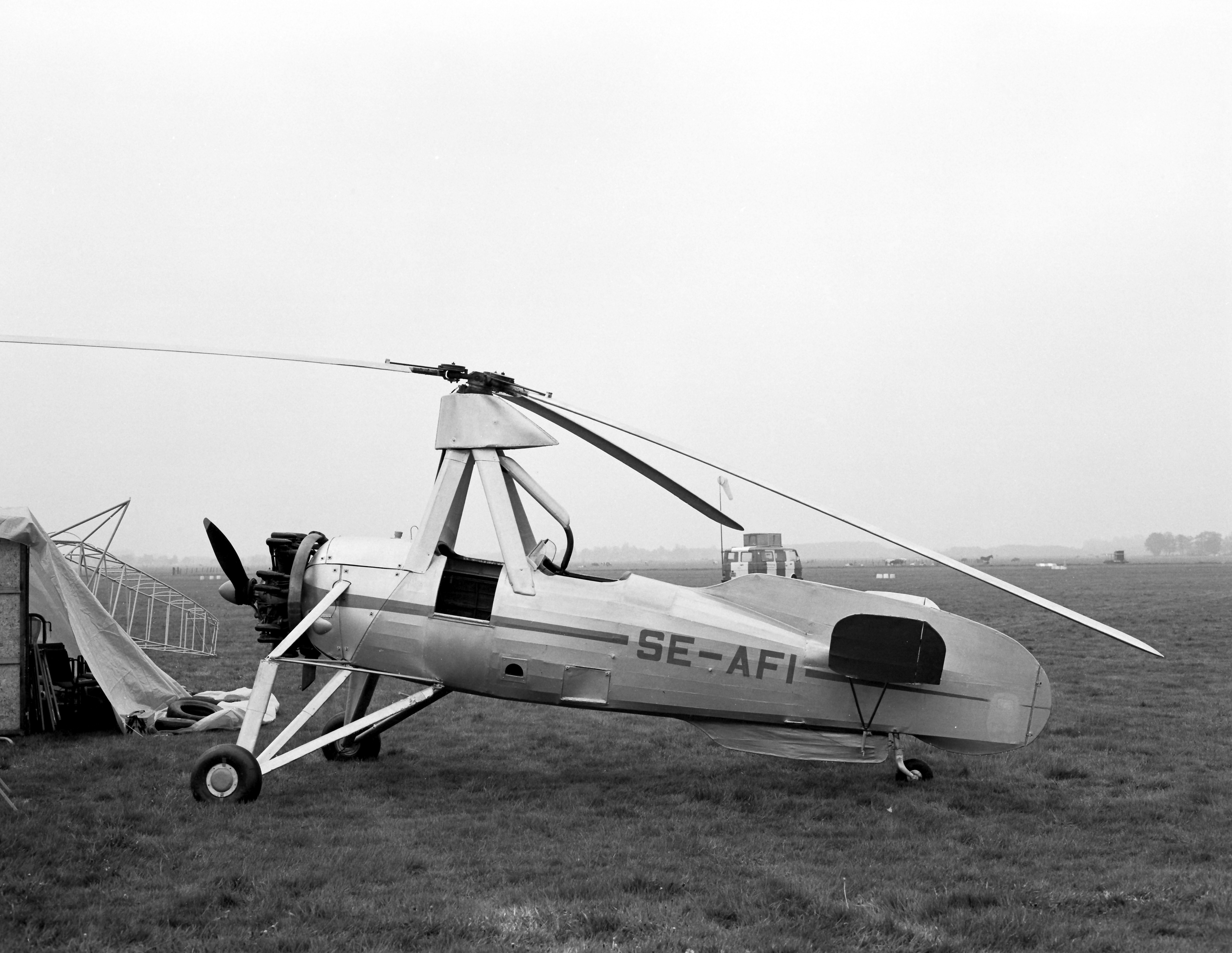
SE-AFI  från Aviodrome, fotograferad i Hilversum i Nederländerna 1984
SE-AEA vid Isbrytaren Göta Lejon i början av 1940-talet
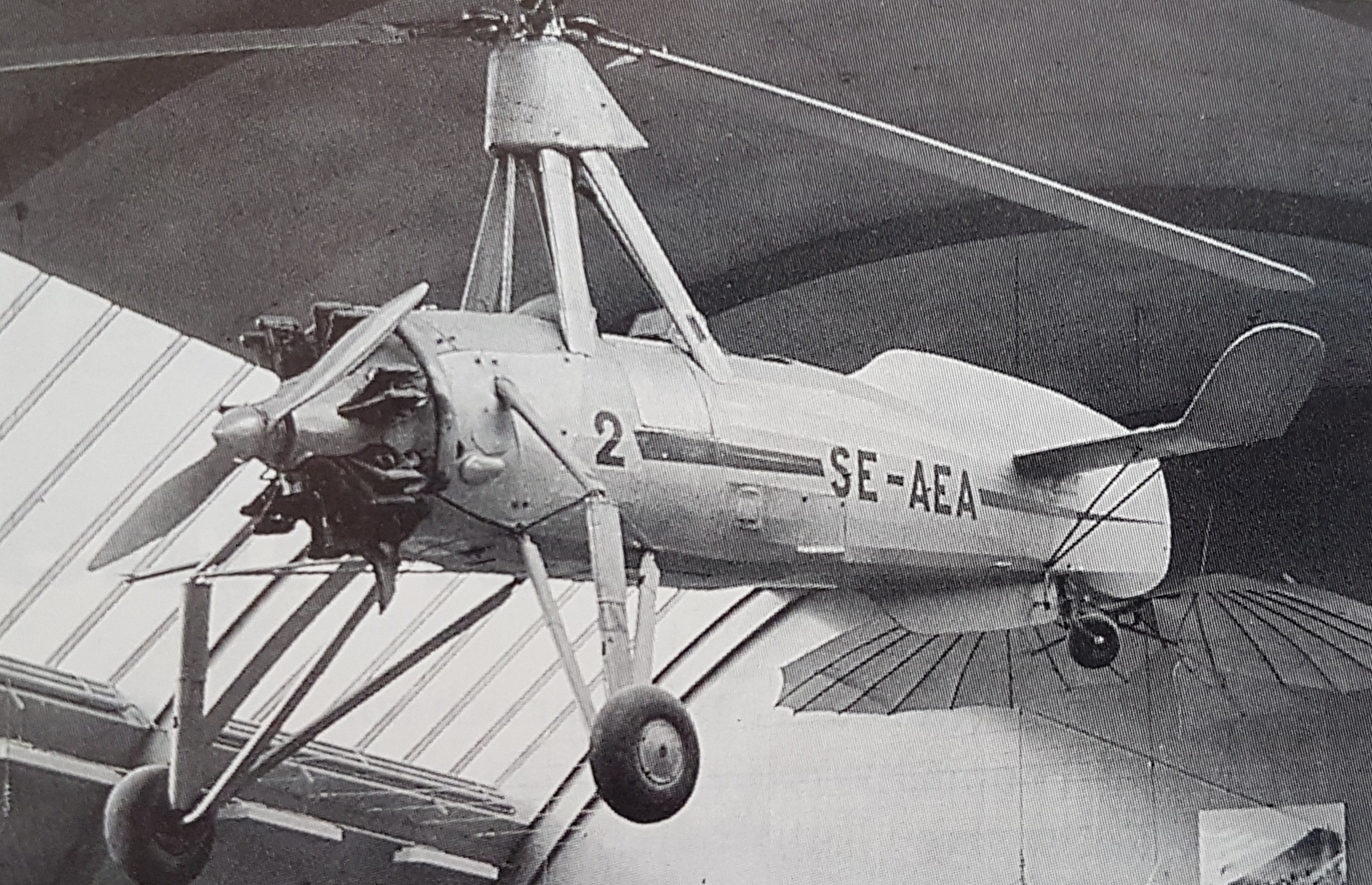
SE-AEA i Tekniska museet i Stockholm
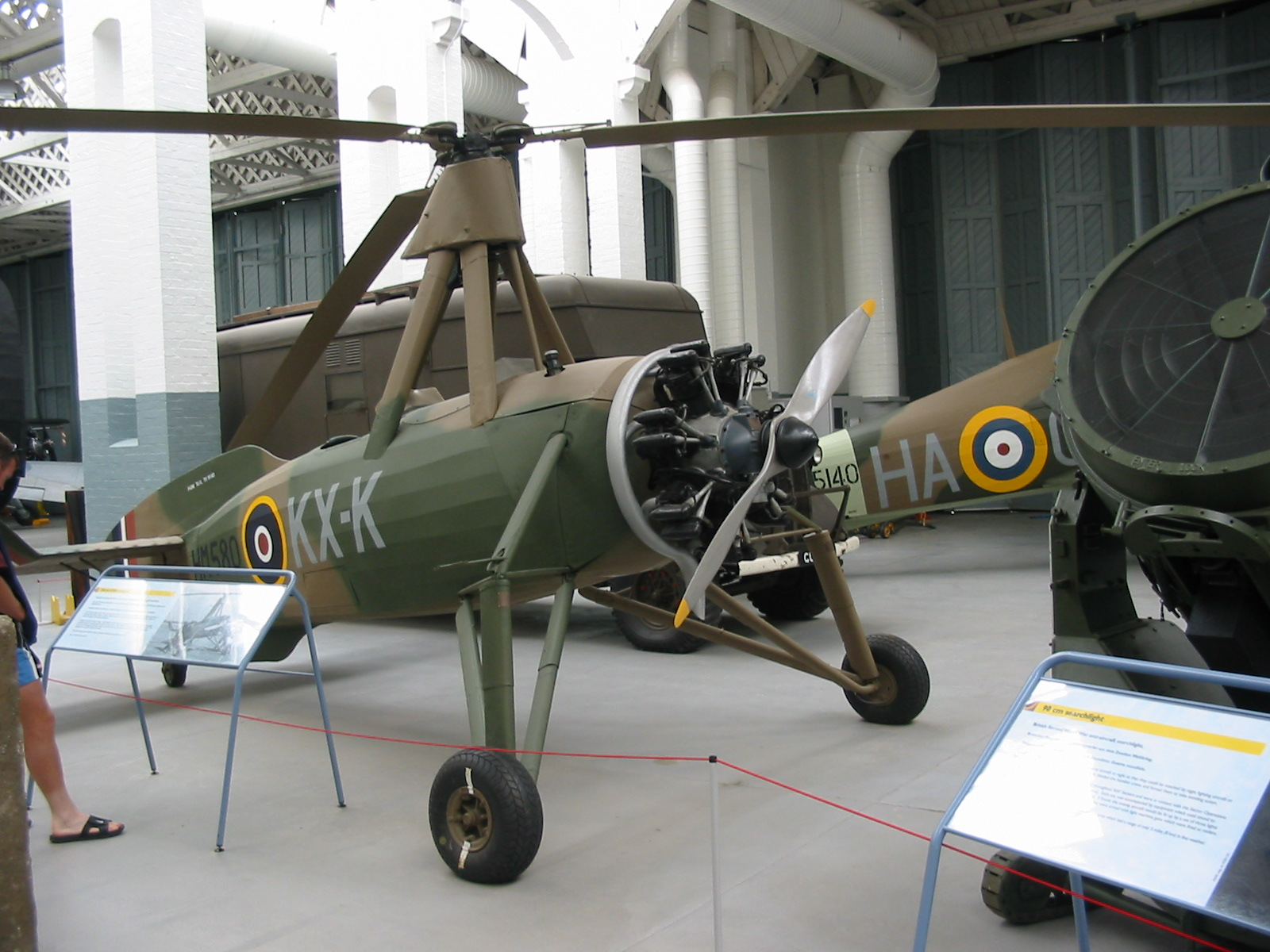
En Cierva C.30 på Imperial War Museum Duxford
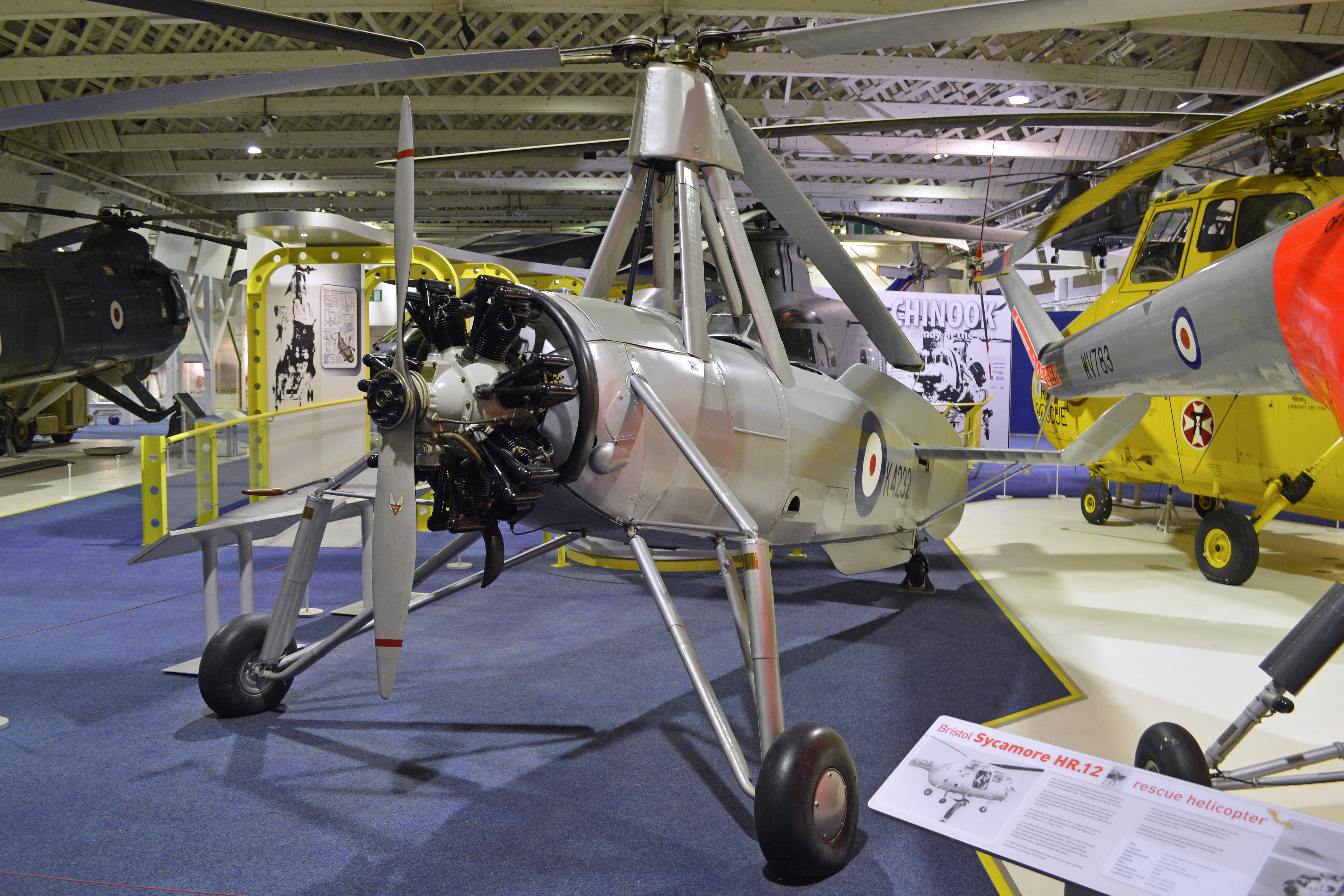
Tidigare SE-AZB på Royal Air Force Museum London
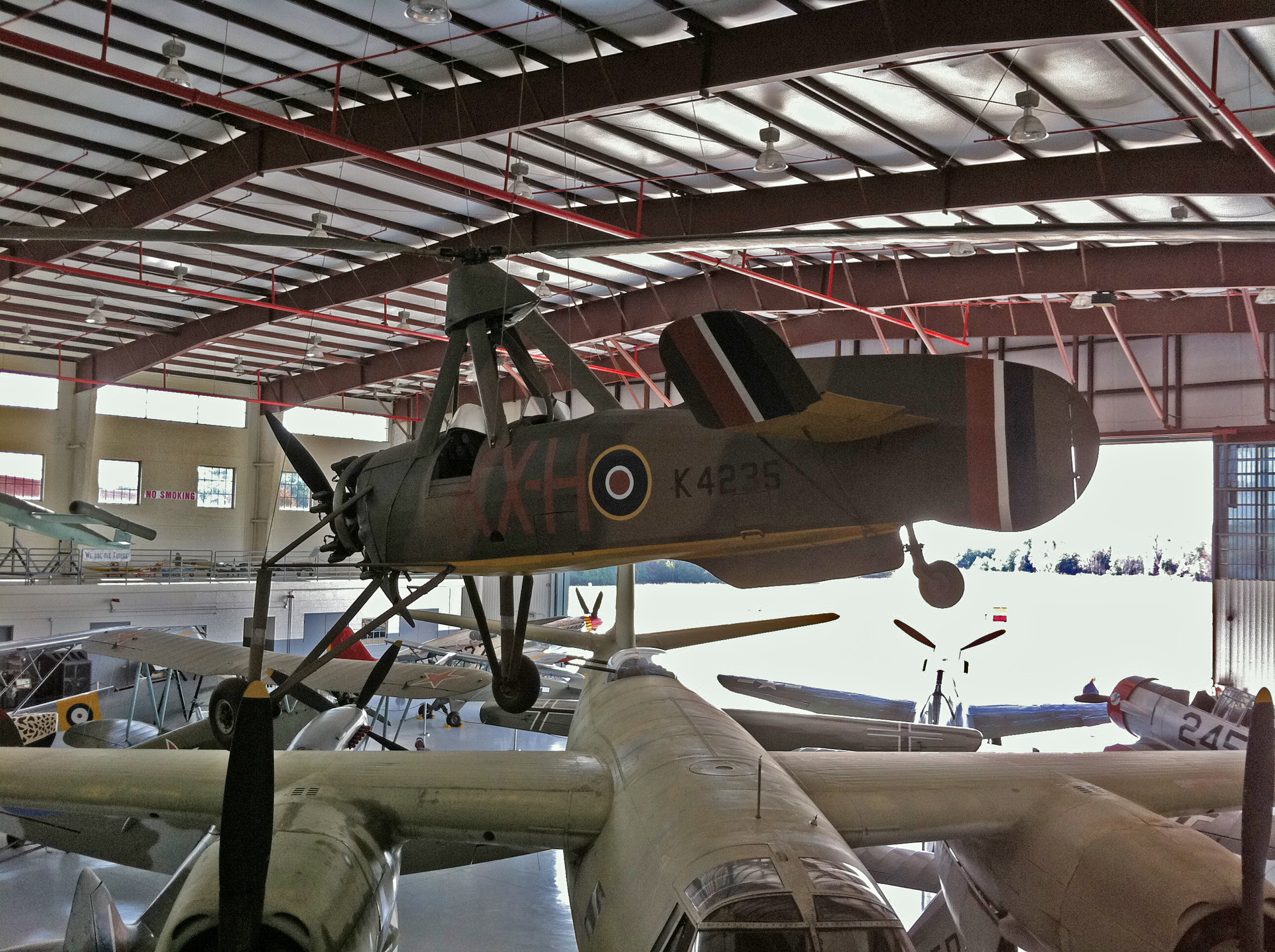
En Cierva C.30 i Fantasy of Flight i Polk City i Florida i USA